# Краткорепа чинчила
Краткорепа чинчила (лат. Chinchilla chinchilla) је глодар из фамилије чинчила (Chinchillidae). 

## Угроженост
Ова врста је крајње угрожена и у великој опасности од изумирања.

## Распрострањење
Ареал врсте је ограничен на мањи број држава. 
Врста је присутна у следећим државама: Аргентина, Боливија (непотврђено) и Чиле. Изумрла је у Перуу.

## Станиште
Врста је присутна на планинском венцу Анда у Јужној Америци. 